# Incisura scapulae

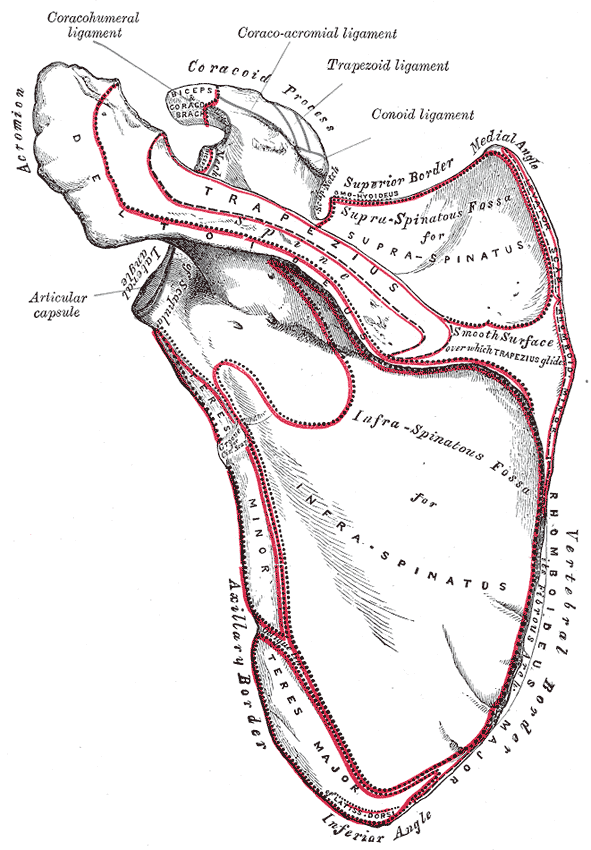
A lapocka dorsalis felszíne (fent középen lehet látni a bemetszést)

Az incisura scapulae egy bemetszés a lapocka (scapula) lateralis részének a felső szélén a processus coracoideus alapja mellett. Ez a bemetszés később egy lyukká alakul a ligamentum transversum scapulae superius által. Ezen halad keresztül a nervus suprascapularis.

## Külső hivatkozások
- Definíció
- Definíció
- Kép
- Kép
- Képek